# Terpsícore

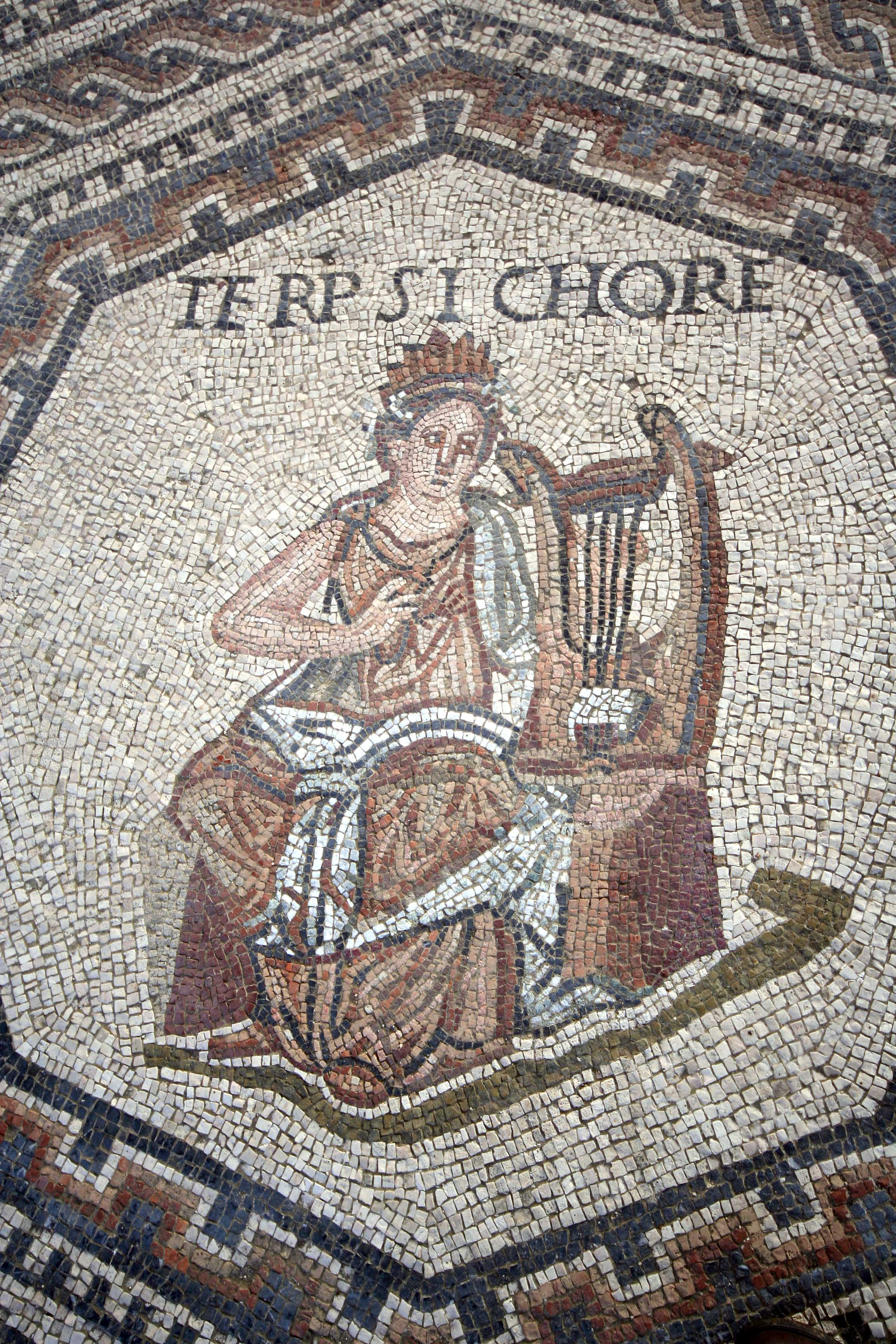
Terpsícore

D'acord amb la mitologia grega, Terpsícore (en grec antic: Τερψιχόρη, 'delit de la dansa') va ser una de les nou Muses, i com les seves germanes, filla de Zeus i de Mnemòsine. Tenia al seu càrrec la dansa i la cançó coral, i era representada amb la lira marcant el compàs.
De vegades hom la considerava mare de les sirenes, que havia tingut amb el déu i riu Aqueloos. També era tenguda per mare de Linos i de Resos, aliat de Príam a la guerra de Troia.